# مقبرة 60

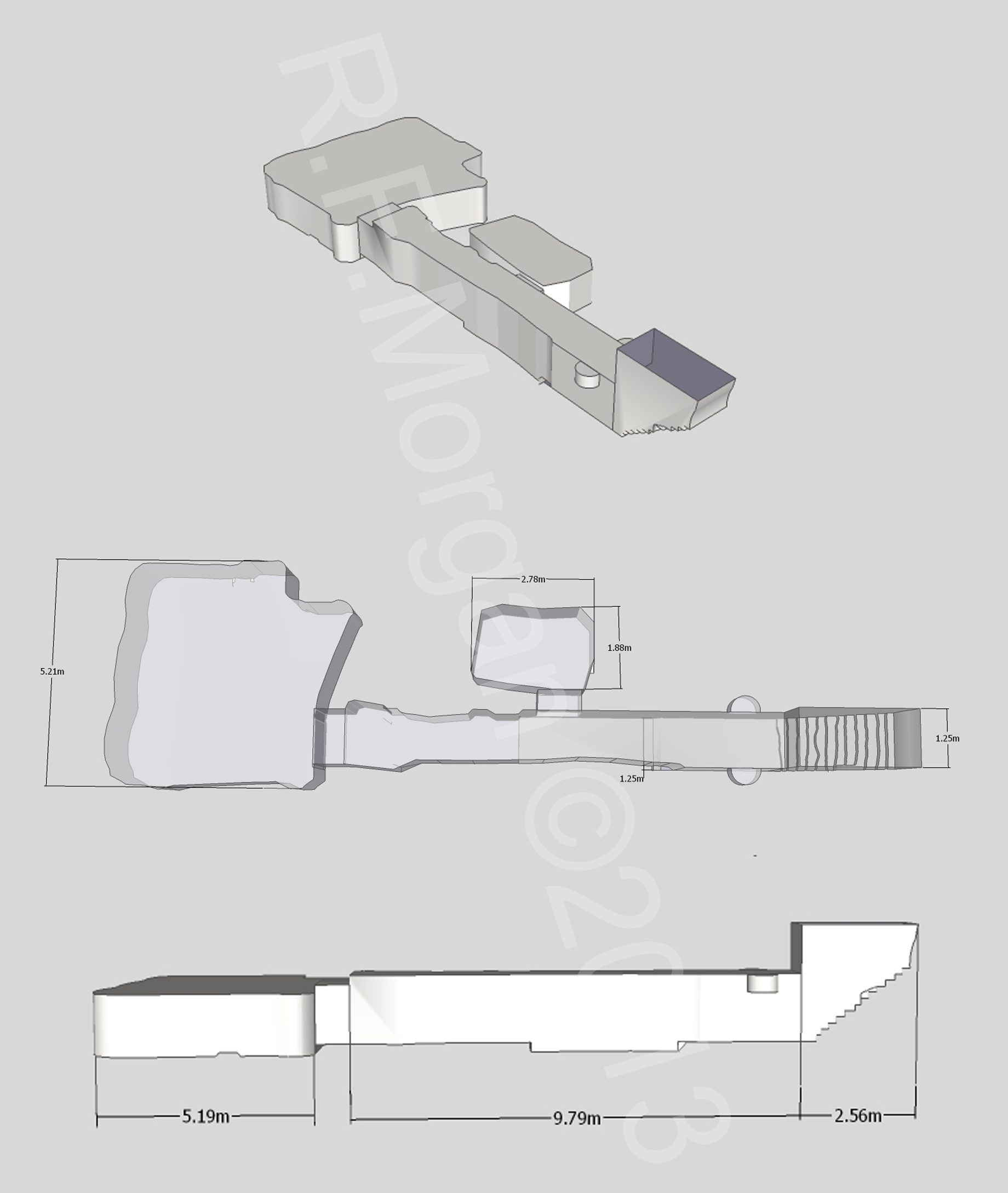
تصميم المقبرة

المقبرة KV60 هي مقبرة مصرية قديمة تقع في وادي الملوك بمصر. اكتشفها هوارد كارتر عام 1903، وأعيد التنقيب فيها بواسطة دونالد بي. رايان عام 1989. تُعد واحدة من أكثر المقابر المحيّرة في مدينة طيبة الجنائزية بسبب عدم اليقين حول هوية إحدى المومياوات الإناث التي وُجدت فيها . اعتبر بعض الباحثين، مثل عالمة المصريات إليزابيث توماس أن هذه المومياء تعود إلى فرعون الأسرة الثامنة عشرة الملكة حتشبسوت، وهو الرأي الذي أيده أيضا زاهي حواس.

## التصميم
تقع هذه المقبرة الصغيرة والتي لا تحتوي على نقوش على بُعد حوالي 11.3 مترًا (37 قدمًا) أمام مدخل مقبرة منتوحرخبشف). تتكون من درج خشن وشديد الانحدار يؤدي إلى مدخل مسدود بأحجار كبيرة. تم نحت زوج من الحنايا في الجدار مباشرة داخل المدخل. يمتد ممر مستقيم يبلغ طوله حوالي 8 أمتار (26 قدمًا) نحو الأسفل ليصل إلى حجرة منخفضة وغير منتظمة القطع بأبعاد تقارب 5.5 × 6.5 × 2 متر (18.0 قدم × 21.3 قدم × 6.6 قدم) ارتفاعًا. يتفرع عن الممر الهابط غرفة جانبية صغيرة في منتصف الطريق تقريبًا.

## الاكتشاف
تم اكتشاف هذه المقبرة في عام 1903 بواسطة هوارد كارتر خلال حفريات أجرتها هيئة الآثار المصرية بتكليف من ثيودور م. ديفيز. وبالرغم من تعرضها للنهب في العصور القديمة، احتوت المقبرة على مومياءين لامرأتين، إحداهما مستلقية في قاع تابوت، إلى جانب بعض الإوز المحنط. أغلق كارتر المقبرة مجددًا بعد إزالة الإوز فقط.  
في عام 1906، فتح إدوارد آيرتون المقبرة مجددًا أثناء تنظيفه للمقبرة KV19، ونقل إحدى المومياوين (KV60B) مع قاع التابوت إلى المتحف المصري. وبسبب عدم قيام كارتر أو آيرتون بوضع خرائط أو مخططات للموقع، أصبح مكان المقبرة مجهولًا فيما بعد.

### إعادة التنقيب
في عام 1989، أعيد اكتشاف المقبرة وفتحها وإجراء حفريات منظمة فيها من قبل فريق من مشروع وادي الملوك التابع لجامعة المحيط الهادئ اللوثرية [الإنجليزية] بقيادة دونالد رايان. وجد الفريق أن الممر المؤدي إلى المقبرة كان مليئًا بمخلفات متنوعة، حيث تراكمت قطع مكسورة من معدات جنائزية داخل الحجرات على جانبي الباب، بما في ذلك وجه تابوت تم تجريده من طبقته الذهبية واقتلاع عيونه المرصعة في العصور القديمة. وقد رسمت في كل حجرة عين "أوجات (عين حورس).  
وُجدت قطعة من لحم محنط غير ملفوفة على عتبة الغرفة الجانبية الصغيرة. احتوت هذه الغرفة التي لم يشر إليها كارتر على بقايا لفائف ساق بدت وكأنها مومياء صغيرة عند لفها، بالإضافة إلى حجارة جيرية كانت تسد مدخل الغرفة في الأصل.  
أما حجرة الدفن فكانت نظيفة نسبيًا لكنها احتوت على بقايا دفن قديم. وُجدت مجموعة من قرابين الطعام المحنطة مقابل المدخل، بينما بقيت مومياء أنثى وحيدة (KV60A) في منتصف الأرضية. بعد إتمام عمليات التنقيب ووضع الخرائط، تم إيداع المومياء في تابوت خشبي جديد وتركها داخل المقبرة التي أُغلقت بباب معدني حديث.  
في عام 1993، تم تركيب جهاز لمراقبة الشقوق لقياس حركة التصدعات في الصخر. وفي عام 2005، أجرت سليمة إكرام تحليلاً بالأشعة السينية لأربع عشرة مومياء من القرابين المتبقية داخل المقبرة. كشف التحليل عن احتواء الحزم على عظام مختلفة لبقرة تشمل الفخذ، والعضد، والساق الأمامية، والأضلاع، والفقرات، ولوح الكتف، بالإضافة إلى قطعة كبد، وثلاثة طيور، وثلاث حزم من اللحم الملفوف.

## المومياوات

### KV60A

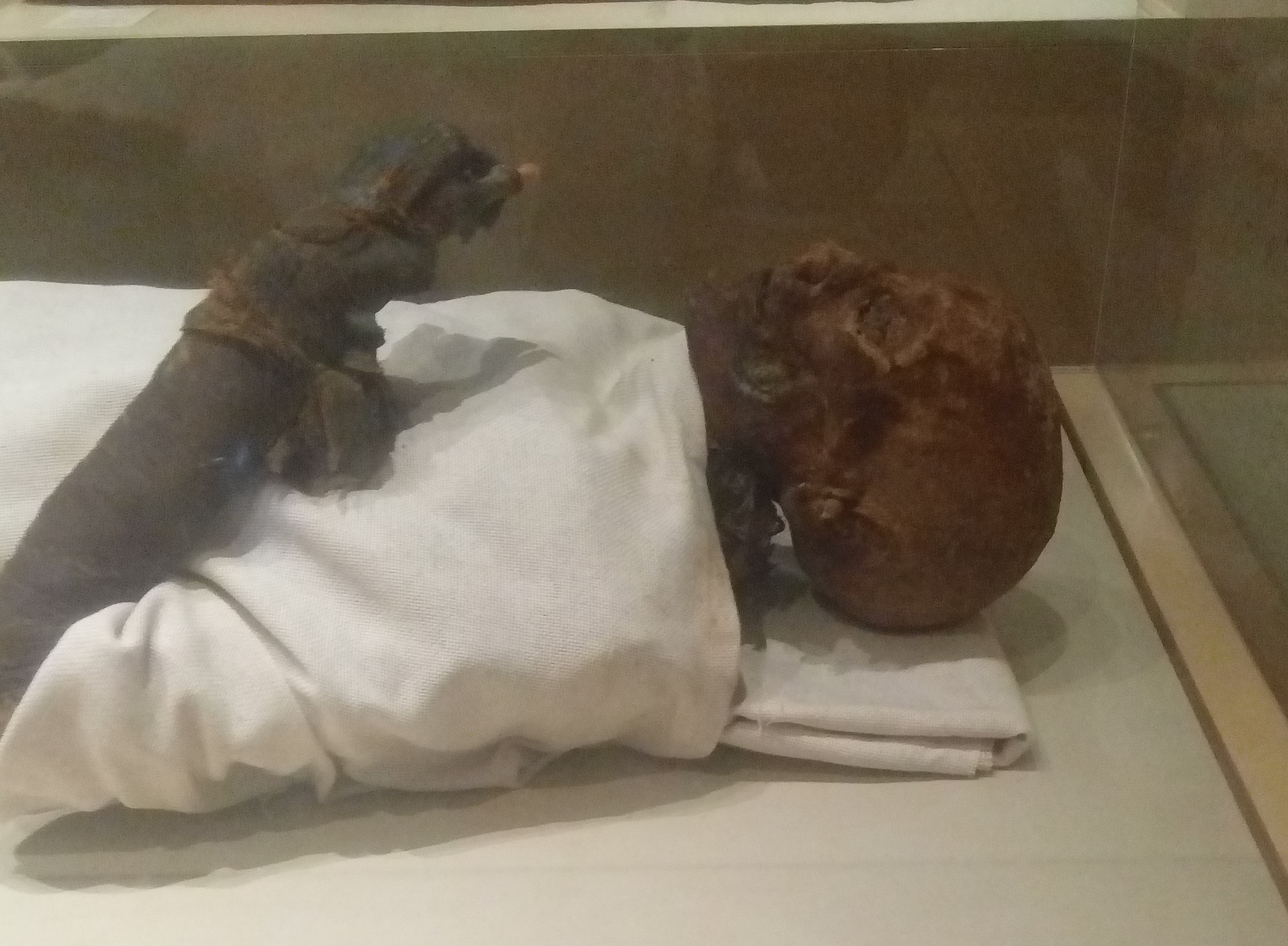
مومياء KV60A، التي يُعتقد أنها مومياء حتشبسوت.

هذه المومياء بحالة حفظ جيدة نسبيًا، يبلغ طولها حوالي 159 سنتيمترًا (5.22 قدمًا). وكانت في سن 50 إلى 60 عامًا عند وفاتها وعانت من السمنة وسوء الحالة الصحية. فقدت العديد من أسنانها أو تعرضت لتسوس شديد، مع بقاء جذر واحد لضرس في فكها يُعتقد أنه كان مصابًا بخراج وتمت إزالته قبل وفاتها بفترة وجيزة. تشير هذه المشكلات الصحية مع وزنها الزائد إلى احتمال إصابتها بمرض السكري.
لم تتم إزالة دماغها خلال عملية التحنيط، بينما تم الحفاظ على قلبها داخل صدرها وملء جسدها بحزم تحنيط. بدلاً من الشق المعتاد للتحنيط، تم استئصال أحشائها عبر أرضية الحوض، ربما بسبب وزنها الزائد. وُجدت ذراعها اليسرى مطوية عبر صدرها، بينما بقيت الذراع اليمنى بجانب جسدها. كما كانت أظافر يدها اليسرى مطلية باللون الأحمر ومحددة باللون الأسود.
من المحتمل أنها عانت من السرطان، حيث تسبب ورم في تدمير جزء من وركها الأيسر وامتد إلى فقراتها القطنية. ويُرجح أن وفاتها نتجت عن انتشار السرطان، أو مضاعفات مرض السكري، أو خراج الضرس الذي أُزيل قبل وفاتها بقليل.

### KV60B
هذه المومياء المحفوظة جيدًا يبلغ طولها حوالي 1.5 متر (4.9 قدم). لا تزال تحتفظ بشعر أحمر طويل على رأسها. ذراعها اليمنى مستلقية بجانب جسدها، بينما وُضعت الذراع اليسرى عبر جذعها، وكانت يدها اليسرى مغلقة. تم استئصال أعضائها من خلال شق تحنيطي على شكل حرف "V". لا تزال هناك آثار من ضمادات كتانية دقيقة، حيث تم لف كل إصبع بشكل منفصل. مزق اللصوص الذين كانوا يبحثون عن كنوز معظم الضمادات، والتي تجمعت في أسفل التابوت.
اعتقد زاهي حواس في وقت ما أنها قد تكون مومياء الملكة حتشبسوت. 
كان قاع التابوت الذي وُجدت فيه المومياء يبلغ طوله 2.13 متر (7.0 قدم) ومُنقوش عليه اسم ولقب "wr šdt nfrw nswt In"، والذي يعني "المربية الملكية العظيمة إن". يُعتقد أن هذه الشخصية هي "سات رع"، المربية الملكية للملكة حتشبسوت، والتي عُرفت من خلال تمثالها الرملي المكتشف في الدير البحري.

## اقرأ أيضا
- حتشبسوت
- وادي الملوك